# Adam Rudawski
Adam Stanisław Rudawski (ur. 21 marca 1966) – polski ekonomista i nauczyciel akademicki, profesor uczelni na Uniwersytecie Szczecińskim, w latach 2006–2011 rektor Wyższej Szkoły Zarządzania w Szczecinie, w latach 2011–2016 prezes Polskiego Radia Szczecin, od 2023 wojewoda zachodniopomorski.

## Życiorys
W 1992 ukończył studia magisterskie z ekonomii na Uniwersytecie Szczecińskim. W tym samym roku został dyrektorem ds. marketingu sieci sklepów Komfort, którym pozostał do 1994. Obejmował następnie stanowiska dyrektora ekonomicznego oraz wiceprezesa zarządu Polskiego Radia Szczecin, drugie z nich zajmował do 2006. W 2004 na Wydziale Zarządzania i Ekonomiki Usług Uniwersytetu Szczecińskiego uzyskał stopień doktora nauk ekonomicznych na podstawie pracy pod tytułem Wpływ jakości programów rozgłośni radiowych na ich pozycję rynkową. Był założycielem Wyższej Szkoły Zarządzania w Szczecinie, od 2006 do 2011 zajmował stanowisko rektora tej uczelni.
Pełnił funkcję przewodniczącego rady nadzorczej Polskiego Radia Szczecin. W czerwcu 2011 rada nadzorcza wybrała go na stanowisko prezesa rozgłośni. W tym samym roku Krajowa Rada Radiofonii i Telewizji powołała go na tę funkcję z dniem 16 sierpnia 2011. W październiku 2016 rada nadzorcza podjęła decyzję o jego zawieszeniu, a 12 października tego samego roku Rada Mediów Narodowych zdecydowała o odwołaniu go z tego stanowiska i o powołaniu w jego miejsce Artura Kubaja. Był adiunktem na Uniwersytecie Szczecińskim, w 2018 objął stanowisko profesora uczelni.
W 2021 został koordynatorem wojewódzkim Instytutu Strategie 2050, think tanku związanego z ruchem Szymona Hołowni. W wyborach parlamentarnych w 2023 był kandydatem Trzeciej Drogi do Sejmu w okręgu szczecińskim (z rekomendacji Polski 2050). Otrzymał 9101 głosów, nie uzyskując mandatu poselskiego. 20 grudnia tego samego roku został powołany na urząd wojewody zachodniopomorskiego.

## Odznaczenia
Został odznaczony Srebrnym (2005) i Złotym (2015) Krzyżem Zasługi.